# Pietro Aldobrandini
Pietro Aldobrandini (Ravenna, Emília-Romanya, 31 de març de 1571 - Roma, Estats Pontificis, 10 de febrer de 1621) fou un cardenal de la Cúria Romana.
El papa Climent VIII el nomenà protó-notari apostòlic, advocat consistorial, prefecte del castell de Sant'Angelo, cardenal i arquebisbe de Ravenna. El 1601 prengué part en La Pau de Lió com a legat pontifici; concertà el matrimoni d'Enric IV de França, amb Maria de Mèdici.
Protector dels artistes, menà construir sumptuosos edificis, entre ells, la cèlebre Vila Aldobrandini, a Frascati; l'església de Sant Pau, en l'abadia de Tre-Fontane; l'església i convent dels Reformats a Sant Francesc el Fuster, una capella de l'església metropolitana de Ravenna, un monestir de dones a Sant Orest i diversos altres. També menà construir un violí al lutier Gaspar de Saló, instrument que passà la història, restant com el més famós construït per aquell lutier, i pel que pagà el prelat 3.000 ducats napolitans. Es diu que la figura que remata el pal d'aquest instrument de luxe, conservat en el Museu d'Innsbruck, fou tallada per Benvenuto Cellini.
Escriví:

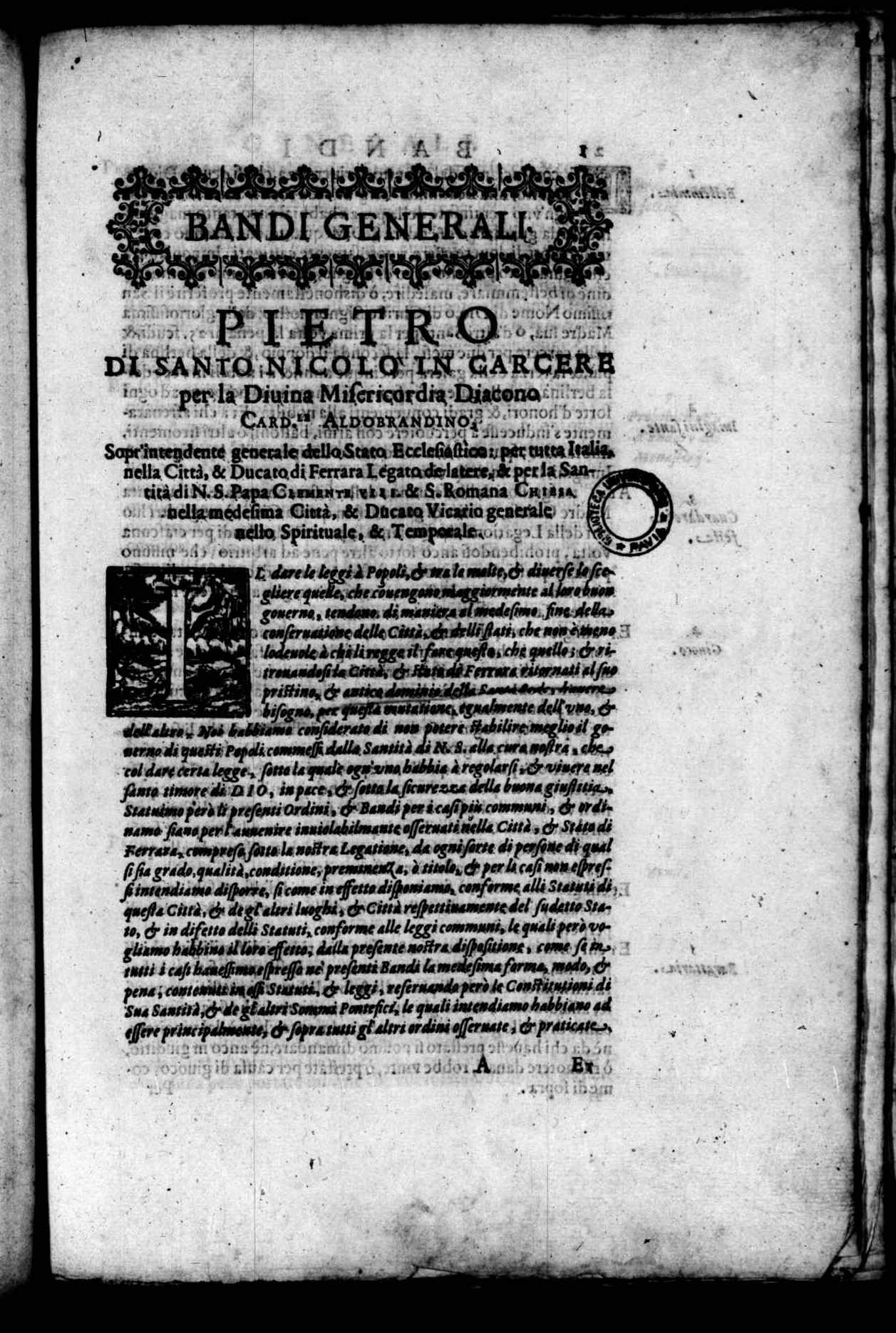
Bandi generali del cardinale Aldobrandino da osservarsi nella città, stato et legatione di Ferrara, 1598

- Apotegmas del príncep perfecte i Aforismes polítics.